# Baldriga knutsoni
Baldriga knutsoni är en insektsart som beskrevs av Blocker 1979. Baldriga knutsoni ingår i släktet Baldriga och familjen dvärgstritar. Inga underarter finns listade i Catalogue of Life.